# Barbara Janina Sochal

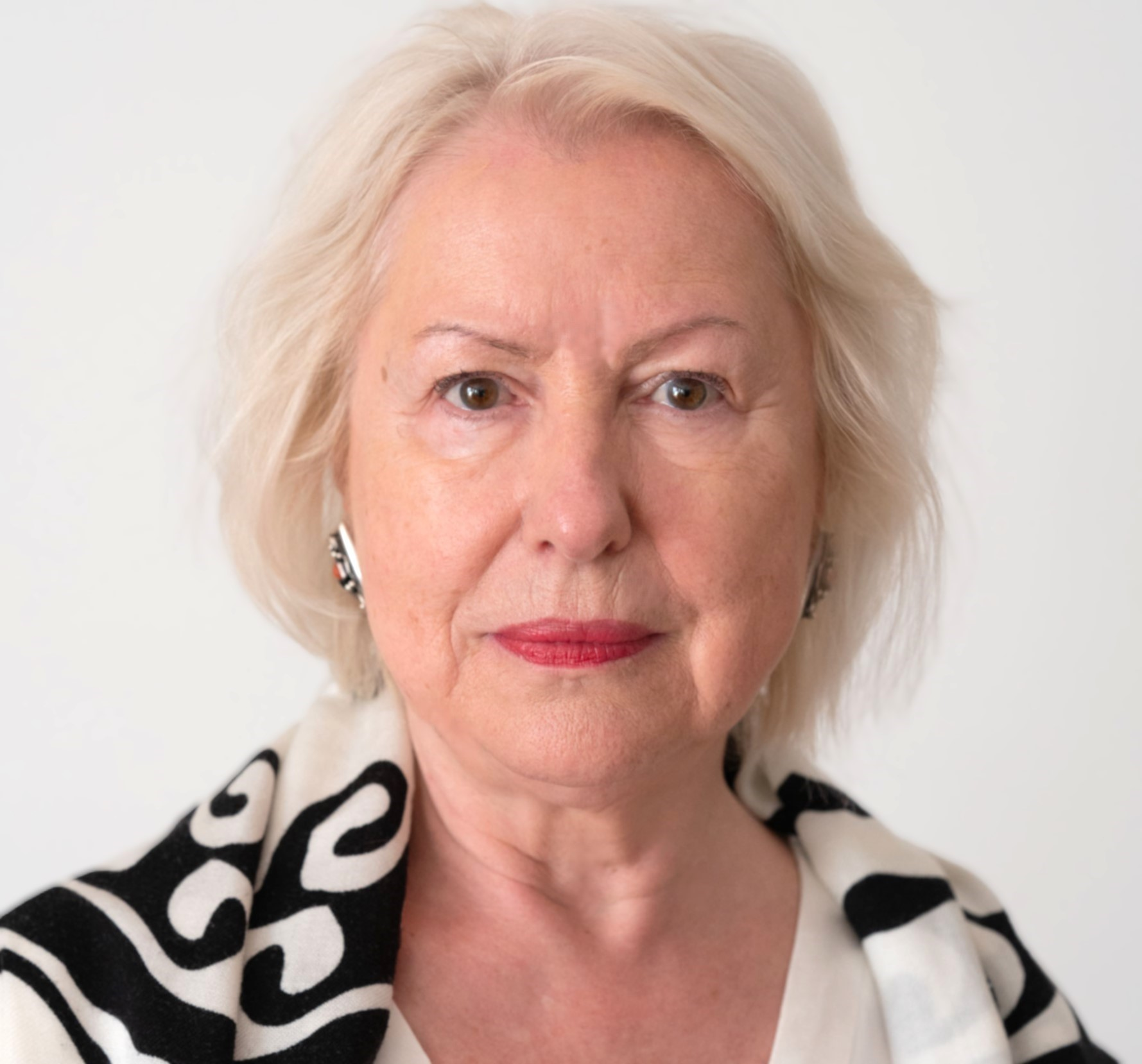
Barbara Janina Sochal

Barbara Janina Sochal – polska pedagożka, edukatorka, artystka i działaczka społeczna. Od 2011 roku jest przewodniczącą Polskiego Stowarzyszenia imienia Janusza Korczaka. Przewodnicząca Rady Fundacji Sedeka. Wiceprzewodnicząca zarządu Międzynarodowego Stowarzyszenia im. Janusza Korczaka. Członkini Rady Muzeum Treblinka. Przewodnicząca Kapituły Warszawskiej Nagrody Wychowawczej im. Janusza Korczaka. W latach 1998–2007 pracowała w Ministerstwie Edukacji Narodowej. Do końca 2014 roku pełniła funkcję Dyrektora Zespołu Spraw Społecznych i Prawa Administracyjnego w Biurze Rzecznika Praw Dziecka.
Popularyzatorka idei i misji Janusza Korczaka (Henryka Goldszmita). Autorka i realizatorka wielu projektów pedagogicznych z zakresu edukacji kulturowej i międzykulturowej, wychowania przez sztukę oraz praw dziecka. W działalności społecznej zajmuje się także upowszechnianiem i ochroną praw najmłodszych.
Jako artystka wykorzystuje w swoich pracach ceramikę, malarstwo i techniki tkackie. Stworzyła i uczestniczyła w wielu wystawach artystycznych, m.in.: "Szczeliny. Praktykowanie pamięci", "Piękno i Brzydota", "Nie ma czasu na wyjaśnienia", "Wyspy", "Słowo jest pretekstem", "Zatrzymane w czasie".
W 2023 roku została uhonorowana Medalem "Zasłużony dla Muzeum Treblinka". W 2024 roku otrzymała pamiątkowy medal Katedry UNESCO im. Janusza Korczaka przy Akademii Pedagogiki Specjalnej im. Marii Grzegorzewskiej w Warszawie za "krzewienie spuścizny Janusza Korczaka oraz wielodyscyplinarne i wielowątkowe, także artystyczne podejście do jego myśli".